# Pogonatum lamellosum
Pogonatum lamellosum är en bladmossart som beskrevs av T. P. James in Rothrock 1868. Pogonatum lamellosum ingår i släktet grävlingmossor, och familjen Polytrichaceae. Inga underarter finns listade i Catalogue of Life.